# 佛雷德·戴維斯
佛雷德·戴維斯，OBE（Fred Davis，1913年8月14日—1998年4月16日），是一名英格蘭職業司諾克和英式撞球運動員，是歷史上僅有兩位在兩項賽制都贏得世界冠軍的球員之一，另一位是他的哥哥喬·戴維斯。他是比賽中最受歡迎的人物之一，職業生涯從1929年持續到1993年。他曾8次獲得世界斯諾克錦標賽冠軍。